# 우크라이나 프리미어리그 2011-12
우크라이나 프리미어리그 2011-12은 설립 후 21번째이자 재편성 후 4번째 시즌이다. PFC 올렉산드리아와 FC 보르스클라 폴타바가 새로 승격된 이번 시즌은 2011년 7월 8일 개막되었다. 2010-11 시즌에서 우승하며 6번째 리그 타이틀을 차지한 디펜딩 챔피언 FC 샤흐타르 도네츠크는 마지막 라운드에서 승리하며 훌륭하게 우승자 자리를 지켰다.
2010–11 시즌 상위 14팀과 우크라이나 퍼스트 리그 2010–11에서 승격된 2팀, 모두 16팀이 리그에 참가한다.
2011년 12월 11일부터 2012년 3월 3일까지 겨울휴식기를 가졌으며 시즌은 2012년 5월 10일에 끝났다.

## 같이 보기
- 2011-12년 UEFA 유로파리그

| 순위 | 팀                            | 경기 | 승 | 무 | 패 | 득 | 실 | 차  | 승점 | 참가 자격 및 강등                     |
| ---- | ----------------------------- | ---- | -- | -- | -- | -- | -- | --- | ---- | ------------------------------------- |
| 1    | 샤흐타르 도네츠크 (C)         | 30   | 25 | 4  | 1  | 80 | 18 | +62 | 79   | UEFA 챔피언스리그 2012-13 조별 리그   |
| 2    | 디나모 키이우                 | 30   | 23 | 6  | 1  | 56 | 12 | +44 | 75   | UEFA 챔피언스리그 2012-13 3차 예선전  |
| 3    | 메탈리스트 하르키우           | 30   | 16 | 11 | 3  | 54 | 32 | +22 | 59   | UEFA 유로파리그 2012-13 플레이오프1   |
| 4    | 드니프로 드니프로페트로우스크 | 30   | 15 | 7  | 8  | 50 | 35 | +15 | 52   | UEFA 유로파리그 2012-13 플레이오프1   |
| 5    | 아르세날 키예프               | 30   | 14 | 9  | 7  | 44 | 27 | +17 | 51   | UEFA 유로파리그 2012-13 3차 예선전1   |
| 6    | 타우리야 심페로폴             | 30   | 12 | 9  | 9  | 43 | 36 | +7  | 45   |                                       |
| 7    | 메탈루르흐 도네츠크           | 30   | 12 | 6  | 12 | 35 | 34 | +1  | 42   | UEFA 유로파리그 2012-13 2차 예선전1   |
| 8    | 보르스클라 폴타바             | 30   | 9  | 10 | 11 | 38 | 43 | -5  | 37   |                                       |
| 9    | 초르노모레츠 오데사           | 30   | 10 | 7  | 13 | 32 | 42 | -10 | 37   |                                       |
| 10   | 크리브바스 크리비 리흐        | 30   | 9  | 6  | 15 | 22 | 38 | -16 | 33   |                                       |
| 11   | 리치베츠 마리우폴             | 30   | 8  | 8  | 14 | 28 | 42 | -14 | 32   |                                       |
| 12   | 볼린 루츠크                   | 30   | 7  | 6  | 17 | 25 | 43 | -18 | 27   |                                       |
| 13   | 조랴 루한스크                 | 30   | 6  | 8  | 16 | 34 | 58 | -24 | 26   |                                       |
| 14   | 카르피티 르비프               | 30   | 5  | 8  | 17 | 27 | 51 | -24 | 23   |                                       |
| 15   | 오볼론 키예프                 | 30   | 4  | 9  | 17 | 17 | 42 | -25 | 21   | 2012-13 우크라이나 퍼스트 리그로 강등 |
| 16   | 올렉산드리아                  | 30   | 4  | 8  | 18 | 24 | 58 | -34 | 20   | 2012-13 우크라이나 퍼스트 리그로 강등 |

* 마지막 업데이트 : 2013년 4월 14일
* 출처 : Premier League website
* 순위 결정방식 : 
1) 승점; 2) 골 득실차; 3) 득점 수.
1: 2011-2012 우크라이나 컵 우승 팀 샤흐타르 도네츠크가 챔피언스리그 조별리그에 참여함으로써, 준우승팀인 메탈루르흐 도네츠크가 UEFA 유로파리그 2012-13  2차 예선전에 참여한다. 또한, 드니프로 드니프로페트로우스크와 아르세날 키예프도 1라운드씩 자동 승격하게 된다.
* (C) = 우승; (R) = 강등; (P) = 승격; (O) = 플레이오프 승리; (A) = 다음 라운드 진출 
* 시즌이 끝나지 않은 경우만 사용되는 표시: 
(Q) = 대항전 진출 자격이 됨; (TQ) = 대항전 진출 자격이 됐으나 진출할 라운드가 정해지지 않음; (RQ) = 강등 결정전 진출 자격이 됨; (DQ) = 대항전 진출 자격을 잃음.